# Schloss Wartensee

Schloss Wartensee, Luftbild von 1931

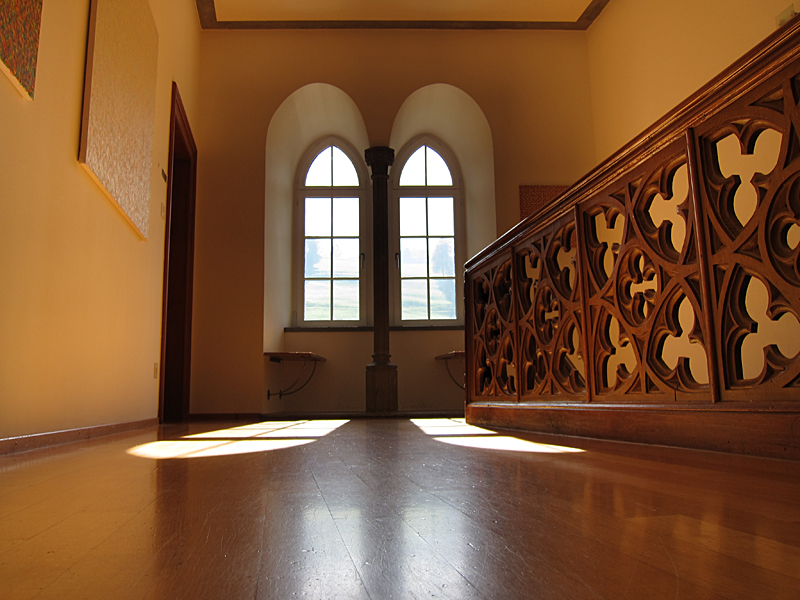
Blick zu einem Fenster im westlichen Wohnturm

Das Schloss Wartensee ist ein historischer Gebäudekomplex in Rorschacherberg. Es geht auf einen Wohnturm aus dem 13. Jahrhundert zurück und ist heute als Schloss-Hotel Wartensee in privatem Besitz. Es ist nicht zu verwechseln mit Schloss Wartegg, das sich ebenfalls in der Gemeinde Rorschacherberg befindet.

## Geschichte
Der westliche Turm wurde 1243 von Ritter Heinrich von Wartensee als Wohnturm erbaut. Durch die Heirat von zwei weiblichen Nachkommen ging der Turm 1377 an die Brüder Walter und Diethelm Blarer aus St. Gallen über. Die Familie Blarer von Wartensee war bis 1719 Besitzerin des Schlosses Wartensee und baute die Burg zum dreifachen Wohnsitz aus. Sie verkaufte ihr Stammschloss an Kaspar Jakob Segesser von Brunegg. 1757 verkauften dessen Söhne Franz Josef, kurbayerischer Kammerherr und Franz Anton, Baden-Badischer Oberst-Stallmeister, Wartensee dem Stift St. Gallen für 12'000 fl.
Prägend für die heutige Erscheinung waren ferner die Umbauten durch den Sohn des englischen Komponisten Robert Lucas Pearsall de Willsbridge zwischen 1843 und 1853: Dadurch erhielt das Schloss die heutige neugotische Prägung sowie die umgebende Parkanlage.

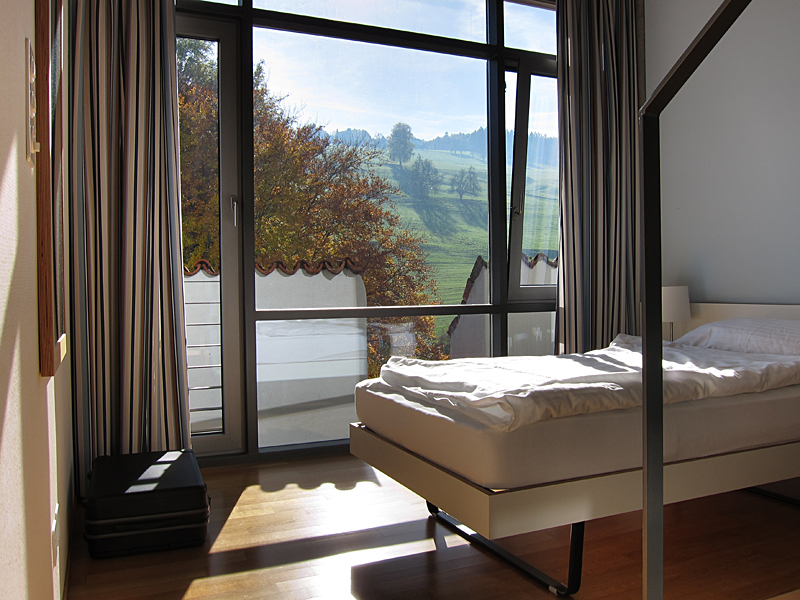
Zimmer mit Blick nach Süden

Nach weiteren Besitzerwechseln wurde die Liegenschaft 1955 vom Verein Ostschweizerische Evangelische Heimstätte Schloss Wartensee übernommen und als Bildungshaus genutzt. 1984 ging das Schloss Wartensee in den Besitz der Evangelisch-reformierten Kirche des Kantons St. Gallen über, welche es – nach einer umfassenden Renovation in den Jahren 1994 bis 1996 – weiterhin als Tagungs- und Begegnungszentrum bis Ende 2011 betrieb.
Am 11. März 2012 stimmten die Stimmberechtigten von Rorschacherberg einer Umzonung der Liegenschaft Wartensee in eine Grünzone zu. Im Sommer 2012 wurde das Schloss schliesslich an eine private Trägerschaft verkauft, die 2013 das Schloss-Hotel Wartensee neu eröffnete.